# Omar Lamparter
Omar Lamparter (Stuttgart, 25 mei 1917) is een Duitse muzikant in de jazz en amusementsmuziek. Hij speelt altsaxofoon en klarinet en is orkestleider.
Lamparter kreeg les van Rudolf Gross (dirigeren, theorie, compositie, piano en viool) en studeerde af aan het conservatorium van Berlijn. Hij was klarinettist en saxofonist in opera- en symfonieorkesten. In 1942 speelde hij in de bigband van Kurt Widmann, in 1943 bij Hans Rehmstedt en vanaf 1945 in Radio Berlin Tanzorchester. Met leden van dit laatste orkest nam hij verschillende platen op. Na de opheffing van het orkest in 1950  speelde hij in dans- en amusementsorkesten van de Berliner Rundfunk, alsook met eigen groepen. Hij was solist bij opnames van Artie Shaw's Concerto for Clarinet en George Gershwin's Rapsody in Blue. Hierna werkte hij als studiomuzikant voor televisie en film en was hij leider van musical- en operette-uitvoeringen. Hiernaast componeerde en arrangeerde hij vooral amusementsmuziek. In 1970 werd Lamparter leraar aan de Universität der Künste Berlin, in 1979 werd hij er benoemd als professor.
Lamparter heeft meegespeeld op platen van onder meer Walter Dobschinski, Lutz Templin en Benny de Weille.

## Discografie (selectie)
- Hilton at Midnight, Deutsche Grammophon, 1968

- International Standard Name Identifier: 0000 0001 2056 8371
- MusicBrainz: 99f0dab5-c1ea-4e6b-801e-e7fb01330a18
- Nationale Bibliotheek van Tsjechië: mzk2011633245
- Virtual International Authority File: 171531073